# Turdus maculirostris
El mirlo ecuatoriano o tordo orejipelado (Turdus maculirostris) es un ave residente del oeste de América del Sur, en el oeste de Ecuador y el noreste de Perú, que antes era considerada como una subespecie del paraulata ojos de candil, Turdus nudigenis, pero tiene un anillo ocular más estrecho, y es muy separado en el rango.
El hábitat de este tordo es bosque y los bordes de los bosques y claros de hasta 2000 metros.

## Descripción
El tordo ecuatoriano es de 21,5 - 23 cm de largo. Es claro de oliva-café por encima (más pálido que el paraulata ojos de candil) y un color marrón más claro por debajo. La garganta es de color marrón con rayas de color blanquecino, y la parte inferior del vientre es blanquecina. Tiene un estrecho anillo ocular amarillo. Los sexos son similares, pero las aves jóvenes están salpicadas visto por arriba y por debajo. No hay subespecies.

## Comportamiento
El nido está bordeado con las ramas bajas de un árbol. En el nido sólo se ha conocido tres huevos con manchas de color rojizo-azul.
El tordo ecuatoriano se alimenta en los árboles de frutas, bayas y algunos insectos y lombrices. Se trata de una especie tímida, y puede ser en gran medida crepuscular. Es normalmente solo o en parejas, pero puede reunirse en árboles frutales, a menudo con el Turdus reevei.